# Avinamadugu, Sandur
Avinamadugu là một làng thuộc tehsil Sandur, huyện Bellary, bang Karnataka, Ấn Độ.